# Аполлон Тибрский
Аполлон Тибрский (англ. Tiber Apollo) — статуя бога Аполлона, римская мраморная копия греческого бронзового оригинала около 450 до н. э.. Авторство вероятно принадлежит или школе Фидия, или ему самому. Хранится в палаццо Массимо в Национальном музее Рима. Был найден в конце XIX века при строительстве моста через Тибр в Риме.